# Wiener Sängerknaben
Els Wiener Sängerknaben o Petits Cantors de Viena és un cor de nois, de veus altos i sopranos de Viena. A més de girs internacionals, canten cada diumenge a la Capella Imperial al palau del Hofburg. Molts grans músics i compositors hi van rebre llur primera formació musical. Els coristes viuen en un internat, fins i tot si són vienesos. A més d'escola musical, és una escola secundària privada.
Té un centenar de coristes que es divideixen en quatre corals que es comparteixen entre ells les tres cents representacions que fan cada any. Per completar les veus tenor i baix, es va crear el 1952 Chorus Viennensis, un cor masculi, compost d'antics nois cantaires, que els assisteix en certs concerts.

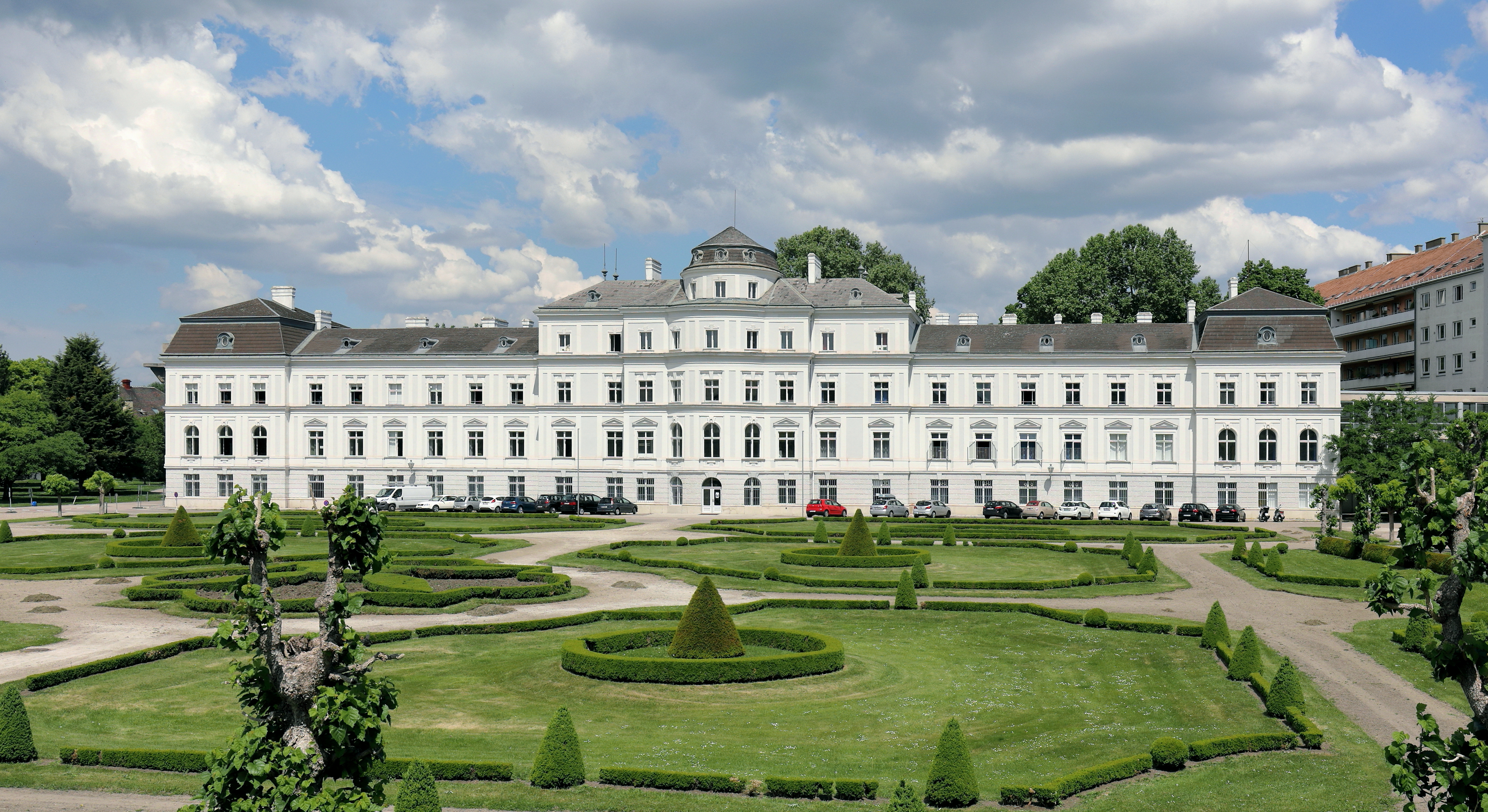
Palau «Augarten» seu de l'internat dels Wiener Sängerknaben des de 1948

Va ser fundat el 30 de juny de 1498 pel rei i més tard emperador Maximilia I quan va transferir la cort d'Innsbruck cap a Viena. L'eslovè Jurij Slatkonja (1456-1522) en va ser el primer director. La coral que inicialment tenia sis membres (més tard van ser entre catorze i vint) havia d'acompanyar musicalment les misses. Fins a 1918 només va cantar a la cort imperial i a algunes ocasions oficials de l'Estat. Encara que no siguin una escolania en el sentit estricte del terme, com que no són lligats amb una institució religiosa s'hi assemblen fort.
Amb la caiguda de l'imperi austriac després de la primera guerra mundial, el 1920 el cor va ser dissolt. El rector Josef Schnitt va cercar una mena de mantenir la tradició i el 1924 va tornar a crear el cor amb el seu nom actual. En aquesta ocasió van bescanviar l'uniforme de cadet militar imperial (que portaven una daga) pel vestit de mariner que els caracteritza fins avui.

## Antics cantaires destacats
- Kurt Equiluz, canto
- Lovro von Matačić, director d'orquestra, compositor
- Peter Schneider, director d'orquestra
- Franz Schubert, compositor
- Carl Zeller, compositor

## Reconeixement
- 1963 Premi Karl Renner[8]